# Pholeomyia nigricosta
Pholeomyia nigricosta är en tvåvingeart som först beskrevs av Friedrich Georg Hendel 1932.  Pholeomyia nigricosta ingår i släktet Pholeomyia och familjen sprickflugor.
Artens utbredningsområde är Bolivia. Inga underarter finns listade i Catalogue of Life.